# 金包里堡
金包里堡，是台灣北部自清治時期至日治初期的一個行政區劃，其範圍包括今新北市的金山區、萬里區全部，以及石門區東部。
金包里堡東邊及北邊瀕臨東海，西邊為芝蘭三堡、芝蘭二堡、芝蘭一堡，南邊為石碇堡，東南邊為基隆堡。

## 管轄街庄
金包里堡共轄8個庄：
- 今金山區境內：下中股庄、頂中股庄、頂角庄、中角庄
- 今萬里區境內：頂萬里加投庄、中萬里加投庄、下萬里加投庄
- 今石門區境內：下角庄